# O Earth, O Stars
O Earth, O Stars is een dubbelconcert geschreven door David Maslanka. Maslanka componeert voornamelijk voor blaasorkest, maar maakt hier een klein uitstapje. Hij schreef zijn dubbelconcert voor dwarsfluit, cello en harmonieorkest (symphonic band). Maslanka gaf aan dat het geen programmamuziek is, maar dat iedereen de titel en subtitels vrij kon interpreteren.
Maslanka: "Nadat ik mijn Tromboneconcert met een belangrijke partij voor de cello had geschreven, kreeg ik het verzoek een celloconcert te schrijven. Tegelijkertijd wilde ik een werk schrijven voor dwarsfluit (voor Risinger). Uiteindelijk combineerde ik beide verzoeken en er vloeide dit dubbelconcert uit mijn hand. Daarna schreef ik verder aan wat uiteindelijk deels een celloconcert zou worden: Remember me een werk voor cello en negentien muzikanten. Dat werk gaat in 2014 in première."
O Earth, O Starts bestaat uit zes delen, waarvan drie een koraal zijn:
1. Chorale (gebaseerd op Jesu, ist meine Freude van Johann Sebastian Bach)
2. You are the image of the unending World (naar een citaat uit werk van Carl Jung)
3. Sanctus (naar het koraal Heilig Heilig)
4. Dragons and devils of the heart (naar citaat Jung: It is wise to nourish the soul, otherwise you bread dragons and devils in your heart en gedicht van A.A. Milne)
5. O Earth, O Stars (naar een gedicht van Richard Beale)
6. Chorale (naar Aus tiefer Not schrei ich zu dir, BWV 38, wederom van Bach)

O Earth, O Stars is volgens de componist het sleuteldeel, maar is tevens het kortst.
De eerste uitvoering werd op 18 november 2010 gegeven door het volgende ensemble:
- Kimberly McCoul Risinger (solofluitist van Illinois Symphony Orchestra)
- Adriana La Rosa Ransom (cellist, assistent-professor Illinois State University)
- Illinois State University Wind Symphony
- Stephen K. Steele

Dit gezelschap legde het vervolgens via een opname vast voor Albany Records. Het werk kreeg daarna diverse uitvoeringen door solisten/orkesten van andere universiteiten.
Maslanka schreef het werk voor:
- 1 solo fluit
- 1 solo cello
- 2 dwarsfluiten (II ook piccolo), 2 hobo's, 2 klarinetten, 1 basklarinet, 1 contrabasklarinet, 2 fagotten
- 1 sopraansaxofoon, 1 altsaxofoon
- 2 hoorns, 2 trompetten, 2 trombones, 1 eufonium, 1 tuba
- contrabas
- harp
- pauken
- percussie 1: vibrafoon, bellen,
- percussie 2: buisklokken, xylofoon
- percussie 3: crotales, marimba, gong in E,
- percussie 4: grote trom, cabasa, bekken, slapstick, triangel, tempelblokken, tom-toms
- percussie 5: grote trom, hihat, bekken, kleine tom-toms, tamtam en tenordrum.